# لحظه‌ها (آلبوم)
لحظه‌ها نام یک آلبوم موسیقی اثر معین، هنرمند ایرانی است که در سبک پاپ تهیه شده و دارای ۸ آهنگ است.این آلبوم در رده یکی از برترین آلبوم های تاریخ موسیقی ایران قرار گرفته و بازتاب های مثبت زیادی را در پی داشت.

## فهرست آهنگ‌ها
| آلبوم لحظه‌ها، شرکت کلتکس ریکوردز، ۱۳۸۱ |                   |                |                |
| آهنگ                                   | ترانه‌سرا          | آهنگساز        | تنظیم          |
| گذشته                                  | بابک رادمنش       | بابک رادمنش    | بابک رادمنش    |
| لحظه‌ها                                 | مریم قاضی         | حسن شماعی‌زاده  | تیکران         |
| قسَم نخور                               | همایون هوشیارنژاد | حسن شماعی‌زاده  | منوچهر چشم آذر |
| یادِ تو                                 | مریم قاضی         | سعید محمدی     | شوبرت آواکیان  |
| شَبایِ رفتنِ تو                           | ناهید             | معین           | آرت کاراتلیان  |
| ظالم                                   | هما میر افشار     | حسن شماعی زاده | منوچهر چشم آذر |
| فراموشَم نکن                            | بابک رادمنش       | بابک رادمنش    | بابک رادمنش    |
| قصرِ آرزوها                             | بابک رادمنش       | بابک رادمنش    | بابک رادمنش    |